# Les Aventures temporelles de Sammy et Raj
Les Aventures temporelles de Sammy et Raj (The Twisted Timeline of Sammy & Raj) est une série télévisée d'animation indo-américaine créée par Jordan Gershowitz et diffusée depuis le 9 janvier 2023 sur Nicktoons.
En France, la série est diffusée depuis le 3 juillet 2023 sur Nickelodeon France.

## Synopsis
Avec une mystérieuse application de modification du temps à portée de main, deux cousins s'arrêtent, rembobinent, avancent rapidement et ralentissent leur chemin dans une multitude d'exploits tapageurs à haute voix et d'aventures.

## Distribution

### Voix originales
- Nirvaan Pal : Sammy Gupta
- Aiden Alberto : Raj Gupta
- Crina Shah : Tara Gupta
- Rama Vallury : Kunal Gupta
- Rahnuma Panthaky : Uma Gupta
- Nazia Chaudhry : Chachi Priyanka
- Nardeep Khurmi : Chacha Neil
- Monisha Dadlani : Malini
- Ratnesh Dubey : Dada Aman
- Rashmi Rustagi : Dadi Dasha
- Lily Resto : Gabrielle
- Ares Totolos : Hugo

### Voix françaises
- Django Schrevens : Sammy Gupta
- Estelle Strypstein : Raj Gupta
- Sherine Seyad : Tara Gupta
- Philippe Allard : Kunal Gupta
- Fanny Roy : Disha
- Lénaïc Brulé : Uma Gupta
- Marielle Ostrowski : Malini
- Erico Salamone : Dr Brown / Coach
- Yannick Besson : Veni
- Raphaëlle Bruneau : Hugo
- Pauline Haùgness : Gabrielle
- Valérie Marchant : Kristi / Priyanka
- Marie Janssens : Shapiro
- Frederik Haùgness : Neil
- Colette Sodoyez : Mme Hugeman, Mathieu Shapiro, Par Dadi
- David Macaluso : Pal, Mr Chewberry
- Ronald Beurms : Aman

## Production
La série a été annoncée pour la première fois le 2 septembre 2020 avec Jordan Gershowitz en tant que rédacteur en chef.
La première saison de vingt épisodes devait initialement être diffusée en 2021,.
Les 27 et 31 décembre 2022, les dix premiers épisodes ont été diffusés pour la première fois sur Nicktoons Global (y compris l'Allemagne, la Serbie, Arabie saoudite et Russie).
Au Royaume-Uni, la série a été créée le 9 janvier 2023 sur Nicktoons.
En Asie, la série a été créée le 6 février 2023 sur Nickelodeon Asie.
En Amérique latine, la série a été créée le 13 mars 2023 sur Nickelodeon Amérique latine mais a cessé d'être diffusée,.

### Fiche technique
Sauf indication contraire, les informations mentionnées dans cette section peuvent être confirmées par la base de données cinématographiques IMDb,  présente dans la section « Liens externes ».
- Titre original : The Twisted Timeline of Sammy & Raj
- Titre français : Les Aventures temporelles de Sammy et Raj
- Création : Jordan Gershowitz
- Réalisation : Vikram Veturi
- Scénario : Jordan Gershowitz, Alan Denton, Greg Hahn
- Musique :
  - Compositeur(s) : Luke Sital-Singh et Simab Sen
  - Compositeur(s) de musique thématique : Simab Sen
  - Thème d'ouverture : The Twisted Timeline of Sammy & Raj Theme Song
- Production :
  - Producteur(s) : Anand Pandey
  - Producteur(s) exécutive(s) : Chris Rose, Anu Sikka, Tejonidhi Bhandare
- Société(s) de production : Nickelodeon Productions, Reliance Entertainment et Viacom 18
- Pays d'origine : États-Unis
- Langue d'origine : Anglais
- Format :
  - Format image : 720p (HDTV)
  - Format audio : 5.1 surround sound
- Genre : Comédie
- Durée : 22 minutes (2 × 11 minutes)
- Date de première diffusion :
  - 9 janvier 2023 sur Nicktoons
  - 3 juillet 2023 sur Nickelodeon France
- Classification : déconseillé aux moins de 7 ans

Adaptation
Version française
- Société de doublage : VSI Paris - Chinkel S.A.
- Direction artistique : David Macaluso et Frédérik Haugness
- Adaptation des dialogues : Pauline Lewkiewicz
- Mixage audio : Rémy Degorgue
- Enregistrement : Fabrizio De Patre et Mathias Tambuyser

## Épisodes
| Saison | Saison | Épisodes | États-Unis     | États-Unis  |
| Saison | Saison | Épisodes | Début          | Fin         |
| ------ | ------ | -------- | -------------- | ----------- |
|        | 1      | 20       | 9 janvier 2023 | 17 mai 2023 |

### Saison 1 (2023)
1. Une fête presque parfaite / Rangez-les tous ! (Birthday Do Over / Chore Time)
2. La course de drones / Comme chien et chat (Out of the Loop / A Dog Gone Problem)
3. Le canapé défendu / Coup de théâtre (Sofa So Good / So Much Drama)
4. Erreur de parcours / Du pain sur la planche (Going Clubbin / Totally Board)
5. Rencontre du troisième type / Coup de chaud (Invader Dim / Getting Heated)
6. La Star de Bollywood / Le manuscrit volé (Bollyweird / The Spies Who Bugged Me)
7. Une nuit au musée / Une nuit monstrueuse (No Bones About It / Childish Antics)
8. Premier de la glace / Fausse Note (Snow Way to Win / Causing Treble)
9. Marché incongru / La fête à l'envers (Bad Business / Anniversorry)
10. Un Rakhi en folie / La sauvegarde (A Very Rocky Rakhi / The Back Up Plan)
11. La soirée pyjama / Kunal le Magnifique (Wake Me Up Before Hugo Go / Hoaxus Pocus)
12. La révolution des machines / Concert à la maison (Clean Machines / I Scream For Livestream)
13. Le Diwali de la discorde / Une machine bien ruinée (Diwali Folly / A Well-Toiled Machine)
14. Le scout du jour / La faute à pas de chance (Scout It Out / Better Luck Next Time)
15. La sans Valentin / Le virus (Not So Secret Valentine / Sammy and Raj's Day Off)
16. Le tournoi de jeux vidéo / Joyeuse Holi (Game Overload / Holi Moli)
17. Tel père, tel fils ? / Sammy Dynamite, champion invaincu (Family is No Picnic / The Undefeated Sammy Dynamite)
18. La chasse au trésor / Le vide-grenier (For Good Treasure / A Clean Breakout)
19. La sorcière s'amuse / Une victoire amère (Ghouls Wanna Have Fun / The Bitter Taste of Success)
20. Un mariage et un surahi (Wedding Daze)